# Arieh Warshel
Arieh Warshel (ur. 20 listopada 1940 w kibucu Sede Nachum) – amerykańsko-izraelski naukowiec, profesor University of Southern California, członek National Academy of Sciences.
W 2013 roku został wraz z Martinem Karplusem i Michaelem Levittem wyróżniony Nagrodą Nobla z chemii „za rozwój wieloskalowych modeli dla złożonych układów chemicznych”. W 2015 roku godność doktora honoris causa nadała mu Politechnika Łódzka.